# Prosselsheim
Prosselsheim là một đô thị tại huyện Würzburg bang Bayern, Đức.